# Volta a Llombardia 1942
La Volta a Llombardia 1942 fou la 38a edició de la Volta a Llombardia. Aquesta cursa ciclista organitzada per La Gazzetta dello Sport es va disputar el 17 d'octubre de 1942 amb sortida i arribada a Milà després d'un recorregut de 184 km.
L'italià Aldo Bini (Bianchi) guanya la seva segona Volta a Llombardia en imposar-se a l'esprint final als seus compatriotes Gino Bartali (Legnano) i Quirino Toccacelli (Individual).

## Classificació general
|   | Ciclista           | Equip      | Temps      |
| - | ------------------ | ---------- | ---------- |
| 1 | Aldo Bini          | Bianchi    | 5h 06' 03" |
| 2 | Gino Bartali       | Legnano    | m. t.      |
| 3 | Quirino Toccacelli | Individual | m. t.      |
| 4 | Cino Cinelli       | Bianchi    | m. t.      |
| 5 | Glauco Servadei    | Bianchi    | m. t.      |
| 6 | Marcello Spadolini | Lazio SS   | m. t.      |

* Vint ciclistes es classifiquen en setena posició.